# Reprezentacja Polski na mistrzostwach świata w piłce nożnej
Reprezentacja Polski na mistrzostwach świata w piłce nożnej – dotychczasowe starty:

## Turnieje

### Francja 1938
- Osiągnięcie drużyny narodowej: 9.-15. miejsce (1/8 finału)
- Zawodnicy: Ewald Dytko, Antoni Gałecki, Wilhelm Góra, Edward Madejski, Erwin Nyc, Leonard Piątek, Ryszard Piec, Fryderyk Scherfke (1 ), Władysław Szczepaniak, Ernest Wilimowski (4 ), Gerard Wodarz
- Rezerwowi (nie grali w turnieju):  Stanisław Baran, Walter Brom, Edmund Giemsa
- Rezerwowi (pozostali w kraju):  Ewald Cebula, Bolesław Habowski, Józef Korbas, Kazimierz Lis, Antoni Łyko, Wilhelm Piec, Edmund Twórz, Jan Wasiewicz
- Mecze: Brazylia 5:6 (po dogr.)

### RFN 1974
- Osiągnięcie drużyny narodowej: 3. miejsce
- Trener: Kazimierz Górski
- Zawodnicy: Lesław Ćmikiewicz, Kazimierz Deyna (3 ), Jan Domarski, Robert Gadocha, Jerzy Gorgoń (1 ), Zbigniew Gut, Zdzisław Kapka, Henryk Kasperczak, Kazimierz Kmiecik, Grzegorz Lato (7 ), Zygmunt Maszczyk, Adam Musiał, Andrzej Szarmach (5 ), Antoni Szymanowski, Jan Tomaszewski, Władysław Żmuda
- Rezerwowi (nie grali w turnieju):  Mirosław Bulzacki, Andrzej Fischer, Roman Jakóbczak, Zygmunt Kalinowski, Marek Kusto, Henryk Wieczorek
- Mecze: Argentyna 3:2, Haiti 7:0, Włochy 2:1, Szwecja 1:0, Jugosławia 2:1, RFN 0:1, Brazylia 1:0

### Argentyna 1978
- Osiągnięcie drużyny narodowej: 5.-8. miejsce (II runda grupowa)
- Trener: Jacek Gmoch
- Zawodnicy: Zbigniew Boniek (2 ), Kazimierz Deyna (1 ), Jerzy Gorgoń, Andrzej Iwan, Henryk Kasperczak, Zygmunt Kukla, Grzegorz Lato (2 ), Włodzimierz Lubański, Henryk Maculewicz, Bohdan Masztaler, Włodzimierz Mazur, Adam Nawałka, Wojciech Rudy, Andrzej Szarmach (1 ), Antoni Szymanowski, Jan Tomaszewski, Władysław Żmuda
- Rezerwowi (nie grali w turnieju):  Mirosław Justek, Zdzisław Kostrzewa, Janusz Kupcewicz, Marek Kusto, Roman Wójcicki
- Mecze: RFN 0:0, Tunezja 1:0, Meksyk 3:1, Argentyna 0:2, Peru 1:0, Brazylia 1:3

### Hiszpania 1982
- Osiągnięcie drużyny narodowej: 3. miejsce
- Trener: Antoni Piechniczek
- Zawodnicy: Zbigniew Boniek (4 ), Andrzej Buncol (1 ), Włodzimierz Ciołek (1 ), Marek Dziuba, Andrzej Iwan, Jan Jałocha, Paweł Janas, Janusz Kupcewicz (1 ), Marek Kusto, Grzegorz Lato (1 ), Stefan Majewski (1 ), Waldemar Matysik, Józef Młynarczyk, Andrzej Pałasz, Włodzimierz Smolarek (1 ), Andrzej Szarmach (1 ), Roman Wójcicki, Władysław Żmuda
- Rezerwowi (nie grali w turnieju):  Tadeusz Dolny, Jacek Kazimierski, Piotr Mowlik, Piotr Skrobowski
- Mecze: Włochy 0:0, Kamerun 0:0, Peru 5:1, Belgia 3:0, ZSRR 0:0, Włochy 0:2, Francja 3:2

### Meksyk 1986
- Osiągnięcie drużyny narodowej: 9.-16. miejsce (1/8 finału)
- Trener: Antoni Piechniczek
- Zawodnicy: Zbigniew Boniek, Andrzej Buncol, Dariusz Dziekanowski, Jan Furtok, Jan Karaś, Ryszard Komornicki, Dariusz Kubicki, Stefan Majewski, Waldemar Matysik, Józef Młynarczyk, Marek Ostrowski, Krzysztof Pawlak, Kazimierz Przybyś, Włodzimierz Smolarek (1 ), Ryszard Tarasiewicz, Jan Urban, Roman Wójcicki, Andrzej Zgutczyński, Władysław Żmuda
- Rezerwowi (nie grali w turnieju):  Jacek Kazimierski, Andrzej Pałasz, Józef Wandzik
- Mecze: Maroko 0:0, Portugalia 1:0, Anglia 0:3, Brazylia 0:4

### Japonia/Korea Południowa 2002
- Osiągnięcie drużyny narodowej: 25.-32. miejsce (faza grupowa)
- Trener: Jerzy Engel.
- Zawodnicy: Arkadiusz Bąk, Jacek Bąk, Jerzy Dudek, Arkadiusz Głowacki, Tomasz Hajto, Tomasz Kłos, Radosław Kałużny, Marek Koźmiński, Paweł Kryszałowicz (1 ), Jacek Krzynówek, Cezary Kucharski, Radosław Majdan, Maciej Murawski, Emmanuel Olisadebe (1 ), Tomasz Rząsa, Paweł Sibik, Piotr Świerczewski, Tomasz Wałdoch, Jacek Zieliński, Marcin Żewłakow (1 ), Michał Żewłakow, Maciej Żurawski
- Rezerwowy (nie grał w turnieju):  Adam Matysek
- Mecze: Korea Płd. 0:2, Portugalia 0:4, USA 3:1

### Niemcy 2006
- Osiągnięcie drużyny narodowej: 17.-24. miejsce (faza grupowa)
- Trener: Paweł Janas
- Zawodnicy: Marcin Baszczyński, Jacek Bąk, Artur Boruc, Bartosz Bosacki (2 ), Paweł Brożek, Dariusz Dudka, Ireneusz Jeleń, Mariusz Jop, Kamil Kosowski, Jacek Krzynówek, Mariusz Lewandowski, Arkadiusz Radomski, Grzegorz Rasiak, Radosław Sobolewski, Euzebiusz Smolarek, Mirosław Szymkowiak, Michał Żewłakow, Maciej Żurawski
- Rezerwowi (nie grali w turnieju):  Łukasz Fabiański, Seweryn Gancarczyk, Piotr Giza, Tomasz Kuszczak, Sebastian Mila
- Mecze: Ekwador 0:2, Niemcy 0:1, Kostaryka 2:1

### Rosja 2018
- Osiągnięcie drużyny narodowej: 25.-32. miejsce (faza grupowa)
- Trener: Adam Nawałka
- Zawodnicy: Wojciech Szczęsny, Łukasz Piszczek, Michał Pazdan, Thiago Cionek, Maciej Rybus, Grzegorz Krychowiak (1 ), Piotr Zieliński, Jakub Błaszczykowski, Arkadiusz Milik, Kamil Grosicki, Robert Lewandowski, Jan Bednarek (1 ), Bartosz Bereszyński, Dawid Kownacki, Jacek Góralski, Łukasz Teodorczyk, Kamil Glik, Rafał Kurzawa, Artur Jędrzejczyk, Łukasz Fabiański, Sławomir Peszko
- Rezerwowi (nie grali w turnieju):  Karol Linetty, Bartosz Białkowski
- Mecze: Senegal 1:2, Kolumbia 0:3, Japonia 1:0

### Katar 2022
- Osiągnięcie drużyny narodowej: 9.-16. miejsce (1/8 finału)
- Trener: Czesław Michniewicz
- Zawodnicy: Wojciech Szczęsny, Matty Cash, Artur Jędrzejczyk, Jan Bednarek, Krystian Bielik, Arkadiusz Milik, Damian Szymański, Robert Lewandowski (c) (2 ), Grzegorz Krychowiak, Kamil Grosicki, Jakub Kamiński, Jakub Kiwior, Kamil Glik, Karol Świderski, Bartosz Bereszyński, Sebastian Szymański, Piotr Zieliński (1 ), Nicola Zalewski, Krzysztof Piątek, Przemysław Frankowski, Michał Skóraś
- Rezerwowi (nie grali w turnieju): Mateusz Wieteska, Szymon Żurkowski, Kamil Grabara, Robert Gumny, Łukasz Skorupski
- Mecze: Meksyk 0:0, Arabia Saudyjska 2:0, Argentyna 0:2, Francja 1:3

## Bilans reprezentacji Polski
9 turniejów
25 przeciwników
38 meczów
17 zwycięstw, 6 remisów, 15 porażek
Bramki 49:50
stan na 4 grudnia 2022

## Rywale reprezentacji Polski na Mistrzostwach Świata
Kolejno: zespół, liczba meczów (lata), bilans Polski: zwycięstwa-remisy-porażki, bilans bramek: zdobyte:stracone
- Brazylia – 4 (1938, 1974, 1978, 1986), 1-0-3, 7:13
- RFN/Niemcy – 3 (1974, 1978, 2006), 0-1-2, 0:2
- Włochy – 3 (1974, 1982 – 2 razy), 1-1-1, 2:3
- Argentyna – 3 (1974, 1978, 2022), 1-0-2, 3:6
- Peru – 2 (1978, 1982), 2-0-0, 6:1
- Francja – 2 (1982, 2022), 1-0-1, 4:5
- Portugalia – 2 (1986, 2002), 1-0-1, 1:4
- Anglia – 1 (1986), 0-0-1, 0:3
- Belgia – 1 (1982), 1-0-0, 3:0
- Ekwador – 1 (2006), 0-0-1, 0:2
- Haiti – 1 (1974), 1-0-0, 7:0
- Jugosławia – 1 (1974), 1-0-0, 2:1
- Kamerun – 1 (1982), 0-1-0, 0:0
- Korea Płd. – 1 (2002), 0-0-1, 0:2
- Kostaryka – 1 (2006), 1-0-0, 2:1
- Maroko – 1 (1986), 0-1-0, 0:0
- Meksyk – 2 (1978, 2022), 1-1-0, 3:1
- Szwecja – 1 (1974), 1-0-0, 1:0
- Tunezja – 1 (1978), 1-0-0, 1:0
- USA – 1 (2002), 1-0-0, 3:1
- ZSRR – 1 (1982), 0-1-0, 0:0
- Senegal – 1 (2018), 0-0-1, 1:2
- Kolumbia – 1 (2018), 0-0-1, 0:3
- Japonia – 1 (2018), 1-0-0, 1:0
- Arabia Saudyjska – 1 (2022), 1-0-0, 2:0

### Podsumowanie według kontynentów
Kolejno: kontynent (liczba drużyn), liczba meczów (lata), bilans Polski: zwycięstwa-remisy-porażki, bilans bramek: zdobyte:stracone
- Drużyny z Afryki (4) – 4 (1978, 1982, 1986, 2018), 1-2-1, 2:2
- Drużyny z Ameryki Południowej (4) – 9 (1938, 1974 – 2 razy, 1978 – 3 razy, 1982, 1986, 2006, 2018, 2022), 4-0-7, 16:25
- Drużyny z Ameryki Północnej i Środkowej (5) – 4 (1974, 1978, 2002, 2006, 2022), 4-1-0, 15:3
- Drużyny z Azji (3) – 2 (2002, 2018, 2022), 2-0-1, 3:2
- Drużyny z Europy (9) – 15 (1974 – 4 razy, 1978, 1982 – 5 razy, 1986 – 2 razy, 2002, 2006, 2022), 6-3-6, 13:18

## Strzelcy bramek dla reprezentacji Polski na Mistrzostwach Świata

### 10 bramek
Grzegorz Lato (1974 – 7, 1978 – 2, 1982 – 1)

### 7 bramek
Andrzej Szarmach (1974 – 5, 1978 – 1, 1982 – 1)

### 6 bramek
Zbigniew Boniek (1978 – 2, 1982 – 4)

### 4 bramki
- Kazimierz Deyna (1974 – 3, 1978 – 1)
- Ernest Wilimowski (1938)

### 2 bramki
- Bartosz Bosacki (2006)
- Robert Lewandowski (2022)
- Włodzimierz Smolarek (1982 – 1, 1986 – 1)

### 1 bramka
Jan Bednarek (2018), Andrzej Buncol (1982), Włodzimierz Ciołek (1982), Jerzy Gorgoń (1974), Grzegorz Krychowiak (2018), Paweł Kryszałowicz (2002), Janusz Kupcewicz (1982), Stefan Majewski (1982), Emmanuel Olisadebe (2002), Fryderyk Scherfke (1938), Marcin Żewłakow (2002), Piotr Zieliński (2022)

## Inne rekordy
- Wśród reprezentantów Polski najwięcej meczów na mistrzostwach świata rozegrał Władysław Żmuda. Zagrał 21 razy w czterech kolejnych turniejach: 1974, 1978, 1982 i 1986. Jest także jedynym polskim piłkarzem, który czterokrotnie brał udział w mistrzostwach świata
- Najwięcej bramek dla Polski w mistrzostwach świata zdobył Grzegorz Lato. Na trzech kolejnych turniejach (1974, 1978 i 1982) strzelił 10 goli
- Grzegorz Lato jest również jedynym Polakiem, który został królem strzelców mundialu. Było to w 1974 r., zdobył wtedy 7 bramek
- Najwięcej bramek w jednym meczu na mundialu zdobył dla Polski Ernest Wilimowski. W 1938 r. w meczu z Brazylią strzelił 4 gole
- Najwyższe zwycięstwo na mistrzostwach świata reprezentacja Polski odniosła w 1974 r., pokonując Haiti 7:0
- Najwyższą porażkę na mundialu poniosła Polska przegrywając 0:4. Stało się tak dwukrotnie: w 1986 r. z Brazylią i w 2002 r. z Portugalią. Więcej goli w jednym meczu na mistrzostwach świata Polska straciła tylko raz – przegrywając w 1938 r. z Brazylią 5:6 (po dogrywce)
- Najwięcej bramek w jednym turnieju Polska zdobyła w 1974 r. – 16
- Najmniej bramek w jednym turnieju Polska zdobyła na MŚ w 1986 r. – 1
- Najwięcej bramek w jednym turnieju Polska straciła w 1986 i 2002 r. – 7
- Najmniej bramek w jednym turnieju Polska straciła w 2006 r. – 4
- Łukasz Fabiański jest jedynym bramkarzem reprezentacji Polski, który zagrał na mundialu i nie stracił gola. Józef Młynarczyk stracił najwięcej (12).
- Bramkarzem z najdłuższym czasem bez straconej bramki jest Jan Tomaszewski (335 minut – od meczu z RFN w 1974 roku do meczu z Meksykiem w 1978 roku).
- Bramkarzem z największą liczbą meczów z czystym kontem – Józef Młynarczyk (6).